# Haghakerk
De Haghakerk in Heeg is een kerkgebouw in de gemeente Súdwest-Fryslân in de Nederlandse provincie Friesland.

## Beschrijving
In Heeg stond een middeleeuwse kerk die gewijd was aan Christoforus. In 1745 werd deze kerk wegens bouwvalligheid vervangen door een kerk met een koepeltorentje. In 1747 kreeg deze kerk gebrandschilderd glas van Ype Staak. In 1840 werd wegens toename van de kerkelijke gemeente de kerk met uitzondering van de voorkerk en toren afgebroken en vervangen door de huidige driezijdig gesloten zaalkerk. De houten geveltoren werd in 1797 gebouwd op de onderbouw uit 1745. In de toren met ingesnoerde spits hangt een klok (1616) van klokkengieters Johan Franciscus en Thomas Simon.
De preekstoel en het doophek dateren uit de 17e eeuw. De koperen lessenaar met adelaar is vervaardigd in 1821. Het orgel uit 1860 is gebouwd door L. van Dam en Zonen. Het kerkgebouw is een rijksmonument.

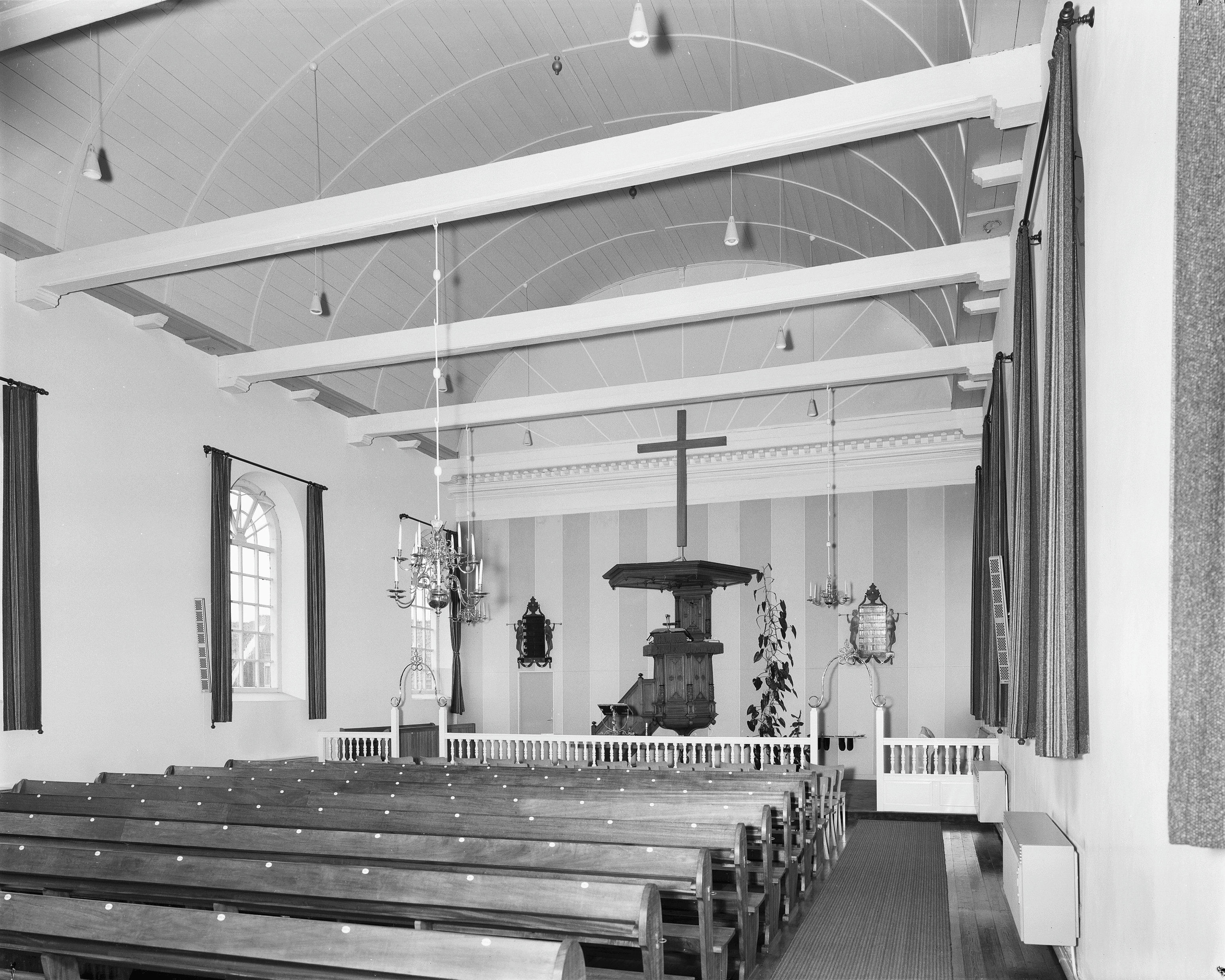
Interieur in 1982
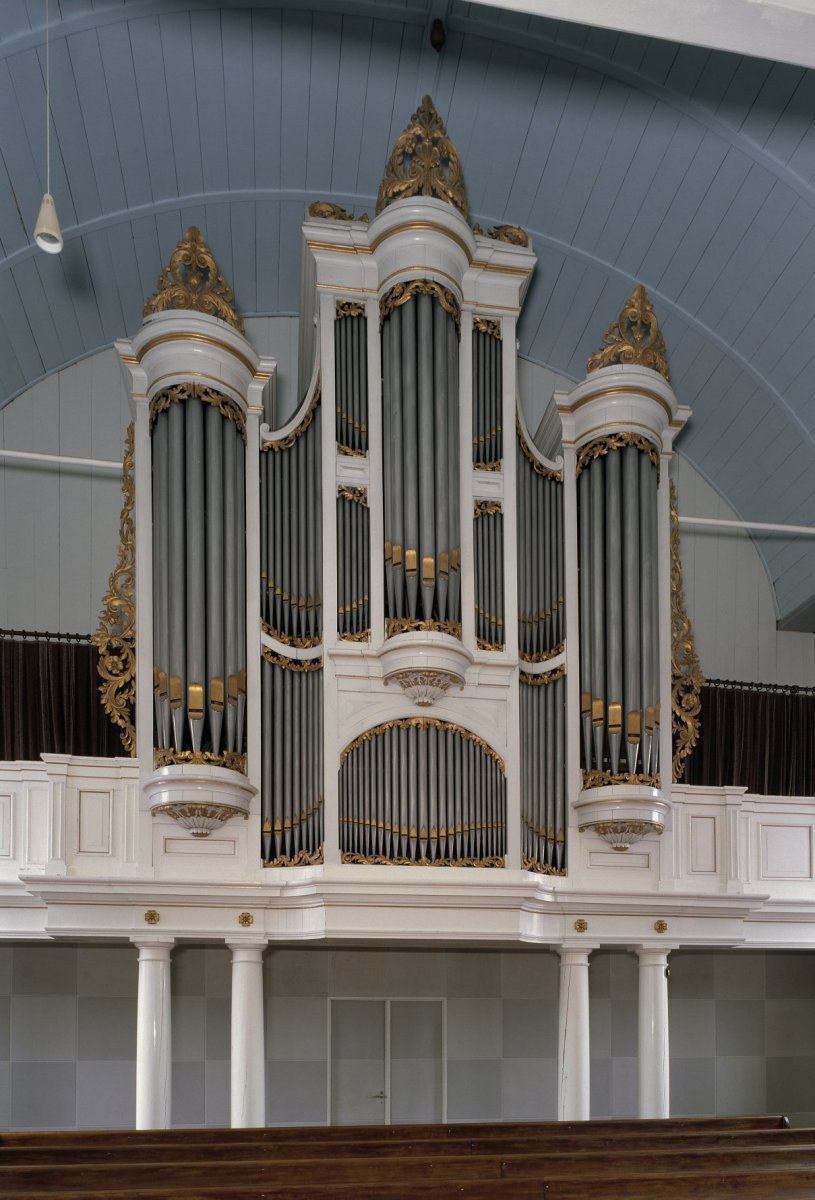
Interieur met orgel (2000)